# Foss (Oklahoma)
Foss é uma cidade  localizada no estado norte-americano de Oklahoma, no Condado de Washita.

## Demografia
Segundo o censo norte-americano de 2000, a sua população era de 127 habitantes. Em 2006, foi estimada uma população de 130, um aumento de 3 (2.4%).

## Geografia
De acordo com o United States Census Bureau, Foss tem uma área de 1,9 km². A cidade localiza-se a aproximadamente 500 m acima do nível do mar.

## Localidades na vizinhança
O diagrama seguinte representa as localidades num raio de 20 km ao redor de Foss.